# Боршт-при-Двору
Боршт-при-Двору (словен. Boršt pri Dvoru) — поселення в общині Жужемберк, регіон Південно-Східна Словенія, Словенія. Висота над рівнем моря: 415,8 м.